# Albert Geoffroy Saint-Hilaire
Albert Geoffroy Saint-Hilaire (Parijs in Frankrijk, 2 december 1835 – Dijon, 30 januari 1919) was  een Franse zoöloog.  Hij was de zoon van Isidore Geoffroy Saint-Hilaire en de kleinzoon van Étienne Geoffroy Saint-Hilaire. Van 1865 tot 1893 was hij directeur van Le Jardin d'acclimatation, de acclimatisatietuin gelegen in het Bois de Boulogne in Parijs. In 1877 besloot hij mensen uit andere culturen in levenden lijve tentoon te stellen, net als dieren in een dierentuin. Dergelijke etnologische tentoonstellingen waren toen zeer gebruikelijk en die in de Parijse acclimatisatietuin was een groot succes, want vijf jaar later hadden 400.000 mensen de tentoonstelling bezocht van een groep Galibi-indianen uit Guyana. Albert richtte in 1881 in Hyères, het bedrijf "Le Gros Pin" met als doel het beheer van alle Franse acclimatisatietuinen, waaronder die van Marseille en Hyères. Het was een van de eerste tuinbouwbedrijven gespecialiseerd in de productie en marketing van palmbomen.
Albert is de soortauteur van de Chinese glansfazant (Lophophorus lhuysii). Zijn vader en grootvader hebben meer nieuwe vogelsoorten beschreven.

## Bron
- Dit artikel of een eerdere versie ervan is een (gedeeltelijke) vertaling van het artikel Albert Geoffroy Saint-Hilaire op de Franstalige Wikipedia, dat onder de licentie Creative Commons Naamsvermelding/Gelijk delen valt. Zie de bewerkingsgeschiedenis aldaar.

- Bibliothèque nationale de France: cb12991194j (data)
- Gemeinsame Normdatei: 117536172
- International Standard Name Identifier: 0000 0000 0056 8211
- Base Léonore: LH//1115/15
- Système universitaire de documentation: 057178291
- Virtual International Authority File: 69063269
- WorldCat: E39PBJrWFfX3TbjYHq4XCkGyh3